# Pelargopsis melanorhyncha
Pelargopsis melanorhyncha е вид птица от семейство Alcedinidae.

## Разпространение
Видът е разпространен в Индонезия.